# Dix-huitième circonscription de Tokyo
La dix-huitième circonscription de Tokyo (東京都第18区, Tōkyō-to dai-jūhachi-ku) est l'une des trente circonscriptions législatives que compte la préfecture métropolitaine de Tokyo.

## Description géographique
Entre 1994 et 2002, la dix-huitième circonscription de Tokyo regroupait les villes de Musashino, Mitaka et Koganei.
Entre 2002 et 2022, elle correspond aux villes de Musashino, Fuchū et Koganei.
Depuis 2022, elle comprend les villes de Musashino, Koganei et Nishitōkyō,.

## Députés
| Législature | Début de mandat | Fin de mandat | Député élu             | Parti politique | Parti politique |
| ----------- | --------------- | ------------- | ---------------------- | --------------- | --------------- |
| 41e         | 1996            | 2000          | Naoto Kan              |                 | PDJ             |
| 42e         | 2000            | 2003          | Naoto Kan              |                 | PDJ             |
| 43e         | 2003            | 2005          | Naoto Kan              |                 | PDJ             |
| 44e         | 2005            | 2009          | Naoto Kan              |                 | PDJ             |
| 45e         | 2009            | 2012          | Naoto Kan              |                 | PDJ             |
| 46e         | 2012            | 2014          | Masatada Tsuchiya (ja) |                 | PLD             |
| 47e         | 2014            | 2017          | Masatada Tsuchiya (ja) |                 | PLD             |
| 48e         | 2017            | 2021          | Naoto Kan              |                 | PDC             |
| 49e         | 2021            | 2024          | Naoto Kan              |                 | PDC             |
| 50e         | 2024            | -             | Kaoru Fukuda           |                 | PLD             |